# Rudolf Hohenbleicher
Rudolf Hohenbleicher (* 19. Dezember 1869 in München; † im 20. Jahrhundert) war ein deutscher Verwaltungsjurist und Bezirksoberamtmann.

## Leben
Nach dem Abitur am Descartes-Gymnasium in Neuburg an der Donau studierte Rudolf Hohenbleicher in den Jahren von 1888 bis 1892 Rechtswissenschaften an der Ludwig-Maximilians-Universität München. Nach der ersten Staatsprüfung schloss sich der dreijährige Vorbereitungsdienst (Referendariat) an, der ihn zum Amts- und Landgericht Neuburg an der Donau sowie zum Bezirksamt Neuburg und zum Stadtmagistrat Neuburg führte. 1895 folgte in Augsburg  das Große juristische Staatsexamen (Note II 5/20). Als geprüfter Rechtspraktikant bei der Regierung von Oberbayern wurde er zur Geschäftsaushilfe dem Bezirksamt Neuburg zugewiesen. 1899 zum Regierungsakzessist ernannt, folgte zum 1. Februar 1900 die Ernennung zum Assessor beim Bezirksamt Donauwörth. Im Juli 1909 wechselte er als Assessor zur Regierung von Unterfranken und wurde zwei Jahre später als Bezirksamtmann mit der Leitung des Bezirksamtes Aichach betraut. Zum 1. Oktober 1915 zum Regierungsrat ernannt, folgte zwei Jahre später sein Wechsel zum Bezirksamt Donauwörth, dessen Leiter (vom 1. April 1920 als Bezirksoberamtmann) er bis zu seiner Verabschiedung in den Ruhestand zum 31. Januar 1935 blieb. 